# Quintana de la Serena (kommun)
Quintana de la Serena är en kommun i Spanien.   Den ligger i provinsen Provincia de Badajoz och regionen Extremadura, i den centrala delen av landet, 250 km sydväst om huvudstaden Madrid. Antalet invånare är 4 973.